# (30803) 1989 SG14
(30803) 1989 SG14 est un astéroïde de la ceinture principale découvert en 1989.

## Description
(30803) 1989 SG14 a été découvert le 26 septembre 1989 à l'observatoire de Calar Alto, dans la Province d'Almería en Espagne, par Johann Martin Baur et Kurt Birkle.

### Caractéristiques orbitales
L'orbite de cet astéroïde est caractérisée par un demi-grand axe de 2,53 ua, un périhélie de 2,11 ua, une excentricité de 0,17 et une inclinaison de 13,79° par rapport à l'écliptique. Du fait de ces caractéristiques, à savoir un demi-grand axe compris entre 2 et 3,2 ua et un périhélie supérieur à 1,666 ua, il est classé, selon la JPL Small-Body Database, comme objet de la ceinture principale.

### Caractéristiques physiques
(30803) 1989 SG14 a une magnitude absolue (H) de 14,6 et un albédo estimé à 0,357.